# حكومة ويلز

الحكومة الويلزية (بالويلزية: Llywodraeth Cymru)‏ في ويلز والتي تم إنشاؤها بموجب حكومة ويلز عام 1998م نتيجة استفتاء تم عمله عام 1997م بشأن نقل السلطة، وانفصلت الحكومة الويلزية رسميا عن الجمعية عام 2007م.تتألف الحكومة من وزراء ونواب يحضرون اجتماعات مجلس الوزراء بالإضافة للمستشار العام. ويرأس هذه الحكومة الوزير الأول والذي ما يكون عادة أكبر زعيم حزب جميعة ويلز الوطنية والذي يتم أيضا اختيار الوزراء والنواب بموافقته. من مسؤوليات ومهام الحكومة وضع السياسات والقوانين في المناطق المنقولة كالصحة والتعليم والتنمية الاقتصادية ..إلخ، للنظر فيها من قبل الجمعية العامة وتنفيذ السياسات التي تمت الموافقة عليها.
الحكومة الويلزية الحالية هي حكومة يقودها حزب العمال، في أعقاب انتخابات الجمعية الوطنية لعام 2016 في ويلز. كان مارك دراكفورد أول وزير لويلز منذ ديسمبر 2018.
الحكومة الويلزية الحالية هي إدارة الأقلية العمالية، بعد انتخابات برلمان ويلز 2021. كان مارك دراكفورد أول وزير لويلز منذ ديسمبر 2018.

## معرض صور

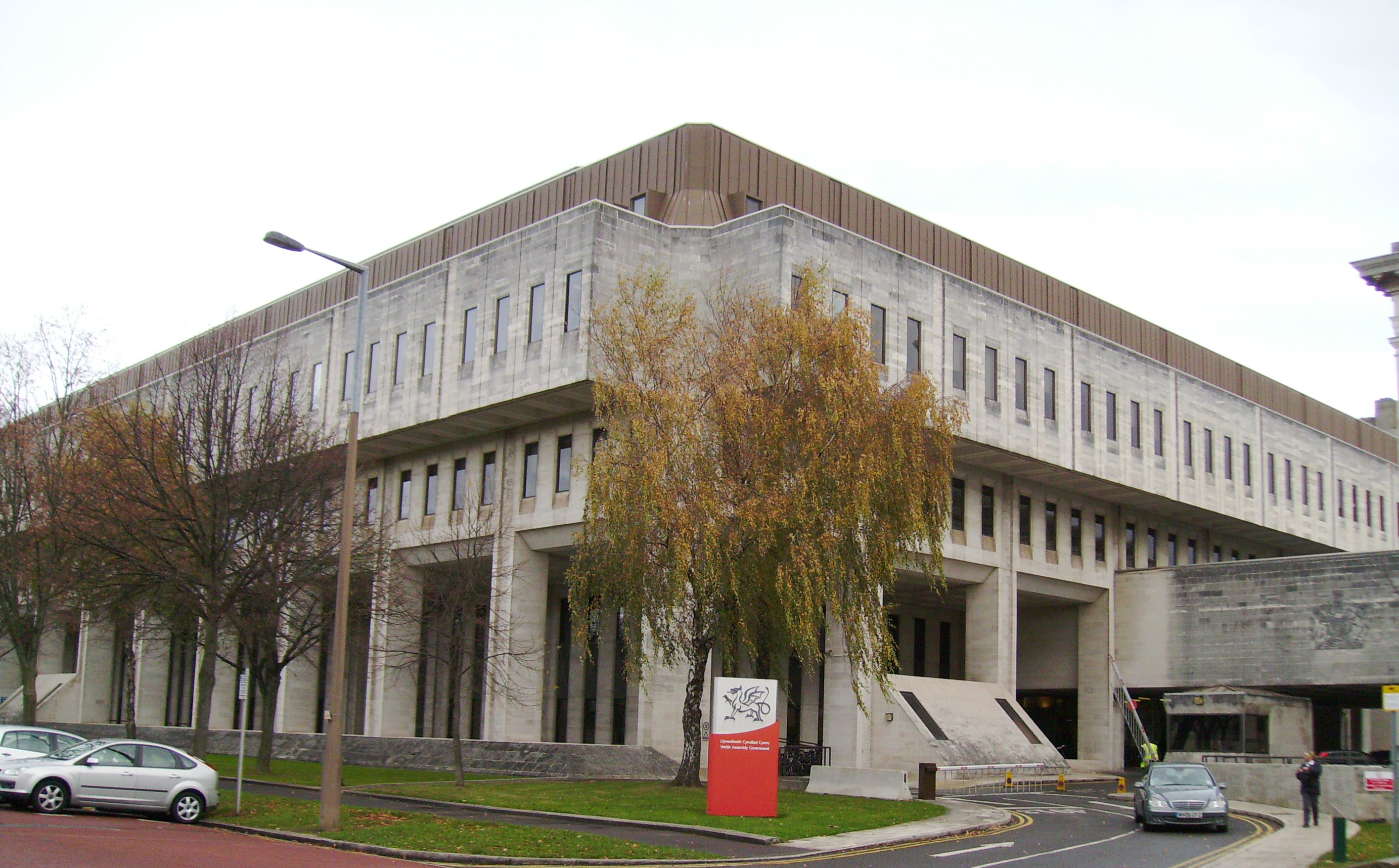
كاثي بارك 2، مكتب الكثير من موظفي الحكومة الويلزية
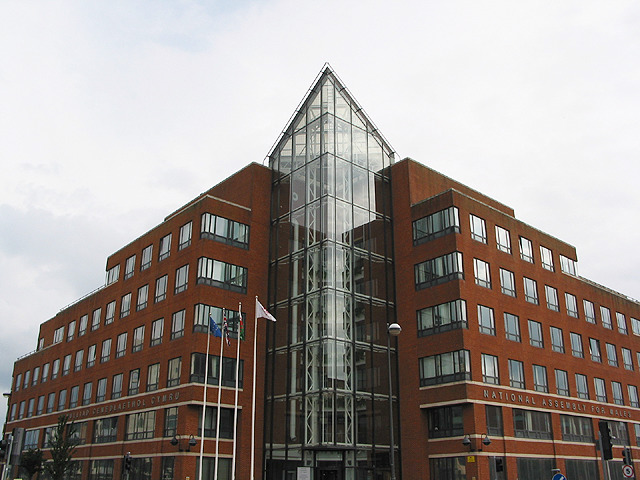
مكتب الوزير الأول لويلز
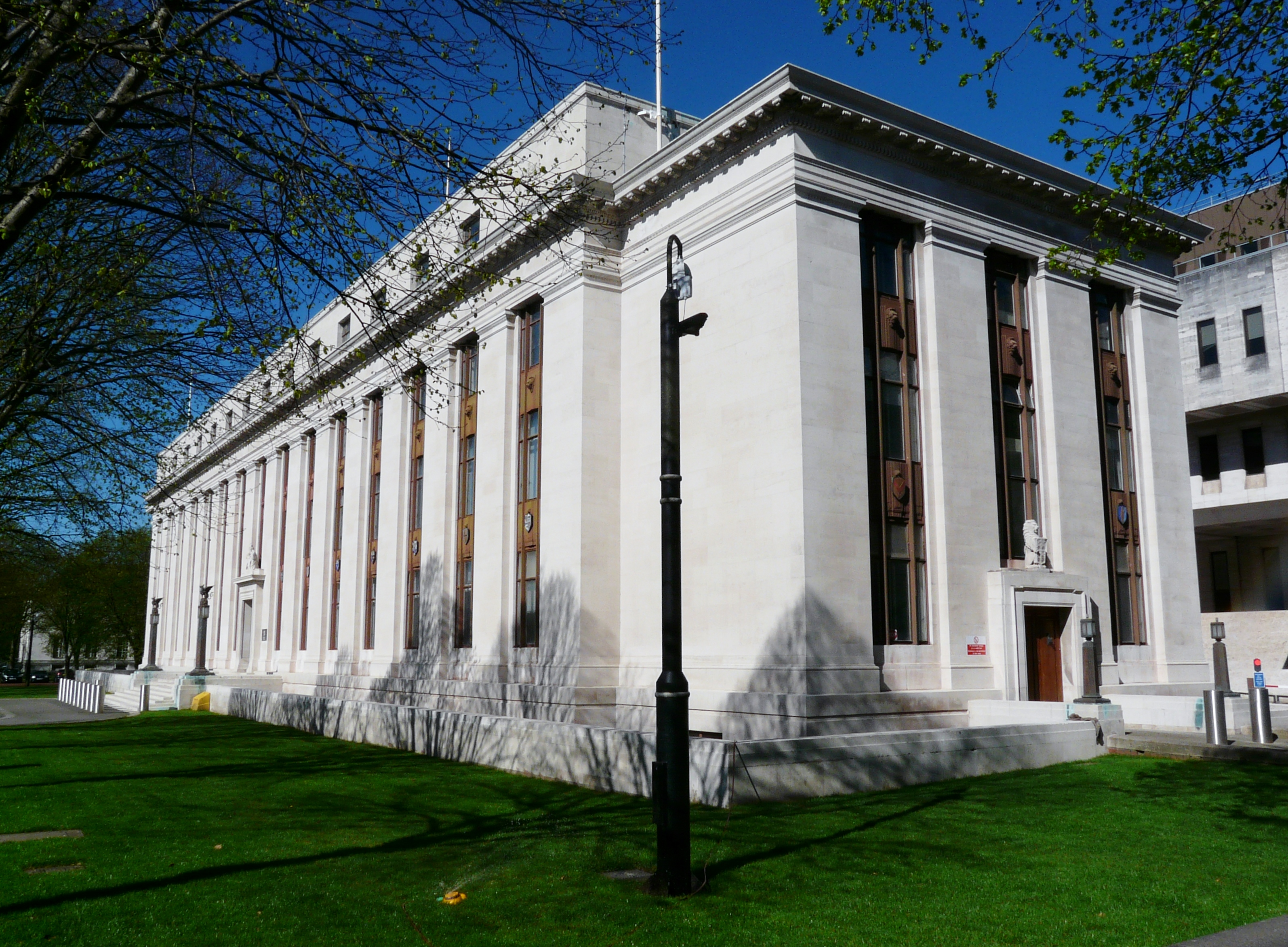
كاثي بارك 1، كارديف المكتب الأصلي للمكتب الويلزي

## روابط خارجية
- Website of the Welsh Government نسخة محفوظة 20 أغسطس 2008 على موقع واي باك مشين.
- Welsh Government Ministers نسخة محفوظة 23 أكتوبر 2014 على موقع واي باك مشين.
- Government of Wales Act 2006 website[وصلة مكسورة]
- Law Wales Website – Home نسخة محفوظة 13 ديسمبر 2019 على موقع واي باك مشين.